# Diócesis de Sessa Aurunca
La diócesis de Sessa Aurunca (en latín: Dioecesis Suessana y en italiano: Diocesi di Sessa Aurunca) es una circunscripción eclesiástica de la Iglesia católica en Italia. Se trata de una diócesis latina, sufragánea de la arquidiócesis de Nápoles. Desde el 23 de febrero de 2023 su obispo es Giacomo Cirulli.

## Territorio y organización

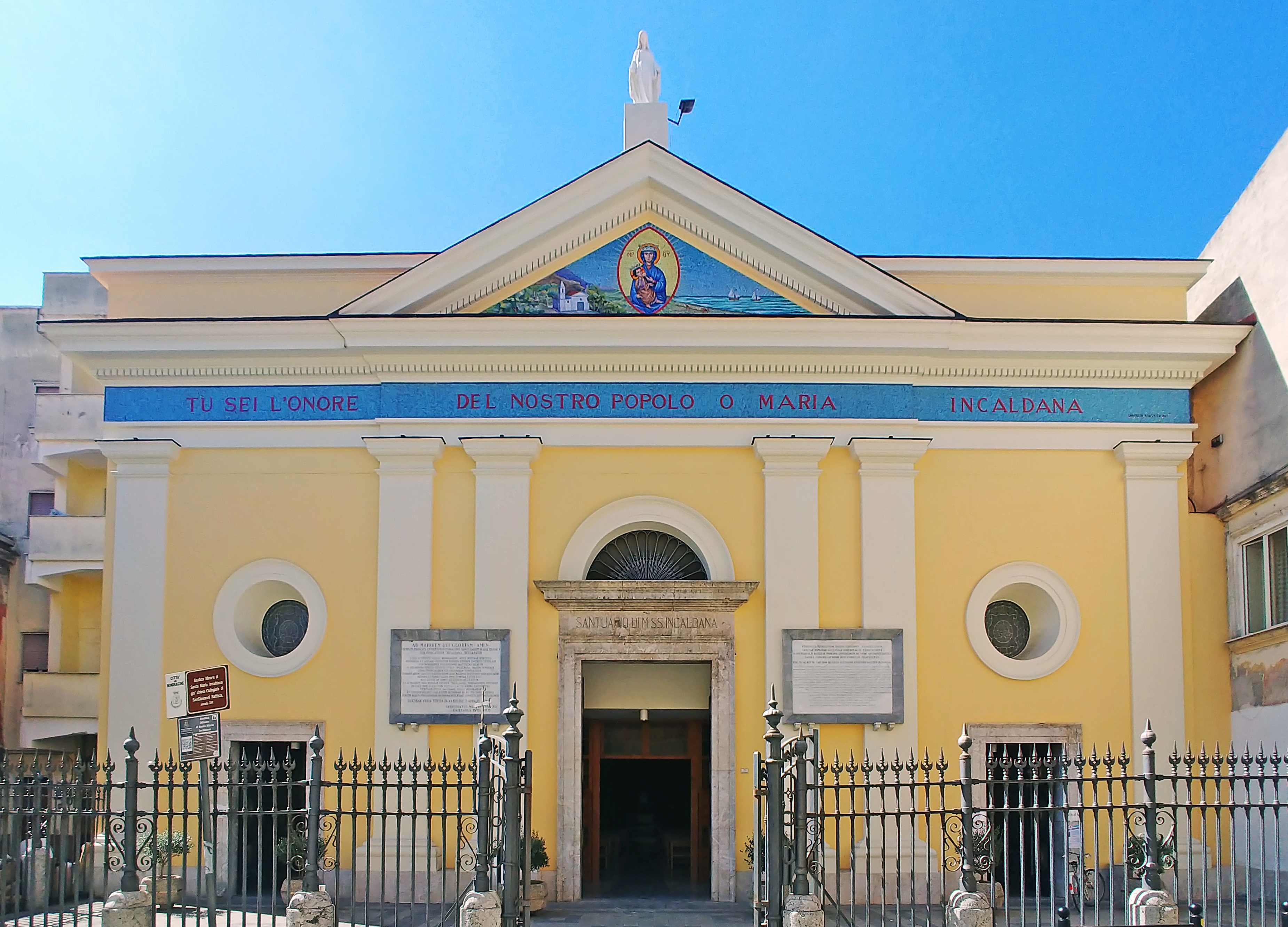
Basílica santuario de María Santísima Incaldana, en Mondragone

La diócesis tiene 338 km² y extiende su jurisdicción sobre los fieles católicos de rito latino residentes en parte de la región de Campania, comprendiendo 5 comunas de la provincia de Caserta: Carinola, Cellole, Falciano del Massico, Mondragone y Sessa Aurunca. 

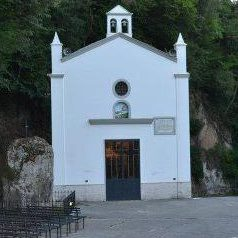
Santuario de María Santísima de las Gracias, en Casale di Carinola

Confina al norte con la arquidiócesis de Gaeta, a este con la diócesis de Teano-Calvi, al sur con la arquidiócesis de Capua y al oeste con el mar Tirreno. 
La sede de la diócesis se encuentra en la ciudad de Sessa Aurunca, en donde se halla la Catedral de San Pedro y San Pablo. En Mondragone se halla la basílica santuario de María Santísima Incaldana. Otros santuarios diocesanos son: Santos Casto y Secondino, en Sessa Aurunca, de Santa María de la Liberación, en Carano, de María Santísima de las Gracias, en Casale di Carinola, y Santa María de Constantinopla Madre de los que Sufren, en Cellole.
En 2022 en la diócesis existían 42 parroquias agrupadas en 4 vicarías foráneas: Carinola, Cellole, Mondragone y Sessa Aurunca. 

## Historia
La tradición atribuye la evangelización de la ciudad de Sessa al apóstol Pedro. En el Martirologio Romano de César Baronio se nombran numerosos santos que sufrieron el martirio en Sessa bajo el Imperio de Diocleciano: Aristonius, Crescentius, Eutychian, Urban, Vitales, Justus, Felicissimo, Felice, Marta y Sinforosa, cuyo panegírico se puede leer en julio, 2.
El primer obispo de Sessa cuyo nombre se conoce es Fortunato, que participó en los concilios convocados en Roma por el papa Símaco entre 499 y 502. Probablemente fue a él y al obispo Rústico de Minturno a quien el papa Gelasio I encomendó en 496 la tarea de visitador de la iglesia del Foro Popilii, cuyo obispo padecía excesos de locura. La Iglesia de Sessa también venera como obispo a san Casto, mártir en tiempos de Diocleciano; pero su historicidad y pertenencia a la Iglesia de Sessa es controvertida.
Durante los siglos siguientes no se tienen más noticias de obispos de Sessa hasta finales del siglo X, cuando Giovanni, episcopus Suesanae, participó en el concilio convocado en Roma por el papa Gregorio V entre finales de 998 y febrero de 999.
En un acto del arzobispo de Capua Atenolfo II de 1032, la diócesis de Sessa es recordada como sufragánea de Capua: Sessa probablemente estuvo sometida a ella desde 966, cuando el papa Juan XIII elevó Capua a la dignidad metropolitana. La bula de Atenolfo, dirigida al obispo Benito, es fundamental para la historia de la diócesis: «Afirma la existencia, en el siglo XI, de la diócesis de Sessa como sufragánea de Capua y define sus fronteras informando los nombres de las iglesias presentes en suelo diocesano; finalmente proporciona elementos de disciplina sacramental y administrativa...»
El obispo Benedetto todavía está documentado en otras dos ocasiones: firmó la bula de canonización de san Gerardo de Toul en 1049 y la del papa Nicolás II en 1059 sobre la elección del papa. Después de Benedetto se conoce al obispo Milo, quien, según la Crónica Casinesa, se convirtió en obispo de Sessa hacia 1071. Es el primero de una serie de obispos benedictinos que ocuparon la cátedra de Sessa entre los siglos XI y XII. La catedral románica de Sessa data del año 1103, cuando era obispo el benedictino Giacomo. El obispo Giovanni II todavía era benedictino, y en 1113 firmó el privilegio que el metropolitano Senne de Capua concedía a la Iglesia de Caserta.
La presencia constante de los benedictinos de Montecasino en el territorio diocesano se debilitó con la llegada de Federico II de Suabia; sólo la aldea de Sorbello permaneció bajo la jurisdicción directa de los abades de Cassino hasta el siglo XX.
También fue importante la presencia de los franciscanos. Según una tradición local, el propio san Francisco de Asís vivió en la diócesis durante varios años. Su intercesión también fue responsable de la milagrosa reanimación de un niño golpeado por los escombros de una casa que se derrumbaba, según cuentan Tommaso da Celano y Bonaventura da Bagnoregio.
En el Concilio de Trento la diócesis estuvo representada por el obispo Galeazzo Florimonte (1552-1565), humanista y hombre de letras, célebre por haber inspirado a Giovanni Della Casa en los escritos de Galateo, que toma su nombre del obispo de Sessa.
El obispo Giovanni Placido (1566-1591) fue el responsable de la primera implementación de las normas de reforma establecidas en Trento. Probablemente fue el fundador del seminario, celebró dos sínodos diocesanos en 1569 y 1573, reformó la distribución de las rentas parroquiales y obligó a los canónigos a residir. La labor de reforma de la vida de la diócesis continuó con los obispos posteriores Alessandro Riccardi (1591-1604) y Fausto Rebagli (1604-1624).
El siglo XVI fue un período muy activo desde el punto de vista laico debido a la fundación de numerosas cofradías en Sessa Aurunca: San Biagio (1513), la Misericordia (1536), Santissimo Sacramento (1541), Santissimo Rosario (1573), Santissimo Crocifisso (1575), Santa Concepción (1579). Posteriormente surgieron también las cofradías de San Carlo Borromeo (1615), San Michele (1665) y Santissimo Rifugio (1760).
El período napoleónico fue terrible para la diócesis, que fue saqueada por las tropas francesas en 1799 y en la que fueron fusilados numerosos civiles y sacerdotes. El obispo Pietro De Felice (1797-1814), sin embargo, fue enviado al exilio a Asís y no regresó hasta 1809. Después del concordato de Terracina entre el papa Pío VII y el rey de las Dos Sicilias Fernando I de Borbón, con la bula De utiliori del 27 de junio de 1818 el papa suprimió la diócesis de Carinola y fusionó el territorio con la diócesis de Sessa.
En el siglo siguiente, los distintos obispos sucesivos intentaron luchar contra la pobreza y la desigualdad social y aumentar la cultura local, no siempre con resultados felices: el caso de Ferdinando Girardi, obispo de 1848 a 1866, que se enfrentó al clero y a los nobles burgueses y fue denunciado por él como carbonaro y Borbón, y luego fue condenado y exiliado a Fassoli en 1860. Destaca la visita realizada en 1850 por el papa Pío IX, exiliado en el Reino de las Dos Sicilias, y el rey Fernando II, que visitaron juntos la ciudad y la catedral.
Importante fue el episcopado de Giovanni Maria Diamare (1888-1914), particularmente comprometido a nivel cultural: de hecho, fue responsable de la fundación de la biblioteca diocesana, que quiso que llevara el nombre del papa León XIII, de la ordenación del conjunto histórico archivo y redacción de una historia de la diócesis, Memorie critico-storiche della chiesa di Sessa Aurunca, publicada en dos volúmenes entre 1906 y 1907. Su sucesor Fortunato de Santa (1914-1938) celebró un sínodo diocesano para dar a conocer el nuevo código de derecho canónico, publicado en 1917.
El 30 de abril de 1979, junto con Capua, la diócesis de Sessa Aurunca pasó a formar parte de la provincia eclesiástica de la arquidiócesis de Nápoles.
El museo diocesano, iniciado también por Diamare, se ha enriquecido con otras obras de los obispos Costantini (1962-1982) y Napoletano (1994-2013). Este último, en particular, decidió trasladar el museo de la antigua sede del episcopio al nuevo museo situado en el antiguo monasterio de San Germano en Sessa Aurunca.
Desde el 23 de febrero de 2023 está unida personalmente como episcopado a las diócesis de Teano-Calvi y Alife-Caiazzo 

## Estadísticas
Según el Anuario Pontificio 2023 la diócesis tenía a fines de 2022 un total de 88 500 fieles bautizados.
| Año                                                                             | Población            | Población | Población      | Sacerdotes | Sacerdotes    | Sacerdotes    | Bautizados por sacerdote | Diáconos permanentes | Religiosos | Religiosos | Parroquias |
| Año                                                                             | Bautizados católicos | Total     | % de católicos | Total      | Clero secular | Clero regular | Bautizados por sacerdote | Diáconos permanentes | Varones    | Mujeres    | Parroquias |
| ------------------------------------------------------------------------------- | -------------------- | --------- | -------------- | ---------- | ------------- | ------------- | ------------------------ | -------------------- | ---------- | ---------- | ---------- |
| 1949                                                                            | 60 000               | 60 000    | 100.0          | 66         | 60            | 6             | 909                      |                      | 7          | 15         | 42         |
| 1970                                                                            | 73 920               | 74 230    | 99.6           | 64         | 49            | 15            | 1155                     |                      | 15         | 60         | 49         |
| 1980                                                                            | 95 930               | 96 500    | 99.4           | 52         | 40            | 12            | 1844                     | 2                    | 16         | 110        | 51         |
| 1990                                                                            | 106 800              | 110 000   | 97.1           | 59         | 41            | 18            | 1810                     |                      | 20         | 113        | 42         |
| 1999                                                                            | 73 990               | 74 240    | 99.7           | 58         | 39            | 19            | 1275                     | 7                    | 21         | 100        | 42         |
| 2000                                                                            | 74 300               | 75 000    | 99.1           | 52         | 39            | 13            | 1428                     | 7                    | 16         | 96         | 42         |
| 2001                                                                            | 74 500               | 76 000    | 98.0           | 50         | 39            | 11            | 1490                     | 7                    | 14         | 97         | 42         |
| 2002                                                                            | 74 500               | 76 000    | 98.0           | 53         | 41            | 12            | 1405                     | 7                    | 15         | 98         | 42         |
| 2003                                                                            | 85 500               | 87 720    | 97.5           | 53         | 41            | 12            | 1613                     | 7                    | 14         | 98         | 42         |
| 2004                                                                            | 85 500               | 87 720    | 97.5           | 50         | 38            | 12            | 1710                     | 7                    | 15         | 71         | 42         |
| 2010                                                                            | 86 900               | 88 900    | 97.8           | 54         | 41            | 13            | 1609                     | 8                    | 13         | 52         | 42         |
| 2014                                                                            | 88 300               | 90 300    | 97.8           | 55         | 43            | 12            | 1605                     | 6                    | 12         | 63         | 42         |
| 2017                                                                            | 88 000               | 92 000    | 95.7           | 55         | 43            | 12            | 1600                     | 6                    | 12         | 50         | 42         |
| 2020                                                                            | 88 730               | 92 000    | 96.4           | 48         | 36            | 12            | 1848                     | 6                    | 12         | 50         | 42         |
| 2022                                                                            | 88 500               | 91 500    | 96.7           | 42         | 33            | 9             | 2107                     | 5                    | 9          | 47         | 42         |
| Fuente: Catholic-Hierarchy, que a su vez toma los datos del Anuario Pontificio. |                      |           |                |            |               |               |                          |                      |            |            |            |

## Episcopologio
- Fortunato † (antes de 496-después de 502)[nota 1]
- Giovanni I † (mencionado en 998/999)[10]
- Benedetto I † (1032-después de 1059)
- Milone, O.S.B. † (circa 1071-?)[11]
- Benedetto II? † (mencionado en 1092)[nota 2]
- Giacomo, O.S.B. † (inicios del siglo XII)[nota 3]
- Giovanni II, O.S.B. † (mencionado en 1113)
- Gregorio, O.S.B. † (mencionado en 1120)[nota 4]
- Gaufredo † (mencionado en 1126)
- Roberto † (mencionado en 1144)
- Riso † (mencionado en 1160 circa)[nota 5]
- Evreo † (antes de 1171-después de 1197)[12]
- Anónimo † (mencionado en 1215)[12]
- Anónimo † (mencionado en 1222)[12]
- Pandolfo † (documentado en 1224 y en 1225)[12]
- Anónimo † (mencionado como obispo electo en 1237)[12]
- Giovanni III † (documentado de 1248 a 1283)[12]
- Roberto de Asprello † (mencionado en 1284)[12]
- Guido † (23 de febrero de 1297-?)
- Deodato Piccino, O.P. † (mencionado en 1299)
- Roberto III † (1301-1309 falleció)
- Bertrando † (18 de agosto de 1309-1323 falleció)
- Giacomo Matrizi † (25 de mayo de 1326[nota 6]-23 de febrero de 1330 falleció)
- Giovanni de Paolo † (1330-?)
- Ugo, O.F.M. † (antes del 6 de septiembre de 1331[13]-1343 falleció)
- Alessandro de Miro † (21 de abril de 1344-1350 falleció)
- Giacomo Petrucci, O.F.M.Conv. † (24 de mayo de 1350-1356 falleció)
- Enrico de' Grandoni, O.P. † (28 de noviembre de 1356-1363 falleció)
- Matteo de' Bruni, O.P. † (13 de noviembre de 1363-1383 depuesto)
- Filippo de Toralto † (26 de octubre de 1383-1392 falleció)
- Antonio, O.Cist. † (18 de mayo de 1392-1402 falleció)
- Domenico † (18 de agosto de 1402-1417 falleció)
- Gentile Maccafani † (26 de enero de 1418-1425 renunció)
  - Giovanni di Tagliacozzo † (1425-1426) (administrador apostólico)
- Giacomo Martini † (30 de agosto de 1426-1462 falleció)
- Angelo Gerardini † (15 de abril de 1463-1486 falleció)
- Pietro Ajossa † (4 de agosto de 1486-1492 falleció)
- Giovanni Furacapra † (6 de marzo de 1493-25 de noviembre de 1499 falleció)
- Martino Zapata † (27 de noviembre de 1499-1505 falleció)
- Francesco Sinibaldi † (28 de noviembre de 1505-1507 falleció)[nota 7]
- Francesco Guastaferro † (22 de noviembre de 1505-11 de mayo de 1543 falleció)
- Tiberio Crispo † (6 de julio de 1543-7 de junio de 1546 renunció)
- Bartolomeo Albani † (7 de junio de 1546-22 de octubre de 1552 nombrado arzobispo de Sorrento)
- Galeazzo Florimonte † (22 de octubre de 1552-circa 1565 renunció)
  - Tiberio Crispo † (1565-27 de junio de 1566 renunció) (administrador apostólico)
- Giovanni Placido † (27 de junio de 1566-20 de enero de 1591 falleció)
- Alessandro Riccardi † (6 de marzo de 1591-16 de mayo de 1604 falleció)
- Fausto Rebagli † (30 de agosto de 1604-febrero de 1624 falleció)
- Ulisse Gherardini della Rosa † (1 de julio de 1624-9 de enero de 1670 falleció)
- Tommaso d'Aquino, C.R. † (30 de junio de 1670-26 de septiembre de 1705 falleció)
- Raffaele Maria Filamondo, O.P. † (14 de diciembre de 1705-15 de agosto de 1706 falleció)
- Francesco Gori † (4 de octubre de 1706-1708 falleció)
  - Sede vacante (1708-1718)
- Luigi Maria Macedonio, C.M. † (8 de junio de 1718-9 de diciembre de 1727 falleció)
- Francesco Caracciolo, O.F.M. † (24 de abril de 1728-11 de agosto de 1757 falleció)
- Francesco Granata † (26 de septiembre de 1757-11 de enero de 1771 falleció)
- Baldassarre Vulcano, O.S.B. † (29 de julio de 1771-20 de marzo de 1773 falleció)
- Antonio de Torres, O.S.B. † (14 de junio de 1773-29 de octubre de 1779 falleció)
  - Sede vacante (1779-1792)
- Emanuele Maria Pignone del Carretto, O.E.S.A. † (27 de febrero de 1792-27 de septiembre de 1796 falleció)
- Pietro de Felice † (18 de diciembre de 1797-noviembre de 1814 falleció)
  - Sede vacante (1814-1818)
- Bartolomeo Varrone † (6 de abril de 1818-27 de febrero de 1832 falleció)
- Paolo Garzilli † (2 de julio de 1832-24 de julio de 1845 falleció)
- Giuseppe Maria d'Alessandro † (24 de noviembre de 1845-15 de marzo de 1848 falleció)
- Ferdinando Girardi, C.M. † (11 de septiembre de 1848-8 de diciembre de 1866 falleció)
  - Sede vacante (1866-1872)
- Raffaele Gagliardi † (23 de febrero de 1872-18 de agosto de 1880 falleció)
- Carlo de Caprio † (13 de diciembre de 1880-14 de diciembre de 1887 falleció)
- Giovanni Maria Diamare † (1 de junio de 1888-9 de enero de 1914 falleció)
- Fortunato de Santa † (15 de abril de 1914-22 de febrero de 1938 falleció)
- Gaetano De Cicco † (30 de enero de 1939-22 de marzo de 1962 renunció)[nota 8]
- Vittorio Maria Costantini, O.F.M.Conv. † (28 de mayo de 1962-25 de octubre de 1982 retirado)
- Raffaele Nogaro (25 de octubre de 1982-20 de octubre de 1990 nombrado obispo de Caserta)
- Agostino Superbo (18 de mayo de 1991-19 de noviembre de 1994 nombrado obispo de Altamura-Gravina-Acquaviva delle Fonti)
- Antonio Napoletano, C.SS.R. † (19 de noviembre de 1994-25 de junio de 2013 retirado)
- Orazio Francesco Piazza (25 de junio de 2013-7 de octubre de 2022 nombrado obispo de Viterbo)
- Giacomo Cirulli, desde el 23 de febrero de 2023[nota 9]